# Quai Branly
Koordinaten: 48° 52′ N, 2° 18′ O
Quai Branly [kɛbrɑ̃'li] war seit Januar 1941 der Name einer Uferstraße der Seine im 7. und 15. Arrondissement der französischen Hauptstadt Paris. Während der westliche, längere Teil des Quai Branly 2021 in Quai Jacques Chirac umbenannt wurde, behielt der östliche Teil seinen bisherigen Namen. Der Straßenzug ist Teil der Quais de Paris auf dem linken Flussufer, der Rive gauche. An ihm liegt unter anderem der Eiffelturm.

## Lage

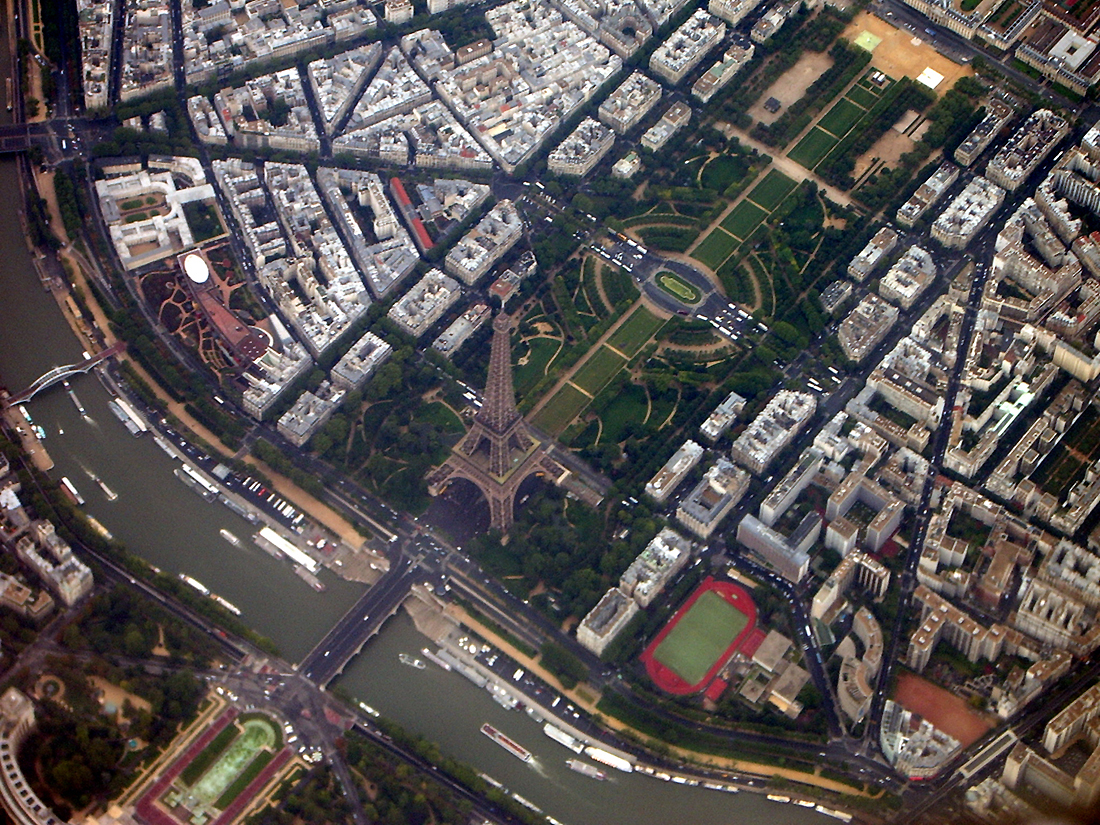
Luftbild auf den Quai Branly in voller Länge (2006), Blickrichtung nach Osten. Links oben im Bild die Place de la Résistance, rechts unten die Place des Martyrs Juifs du Vélodrome d’Hiver.

Der Straßenzug Quai Branly–Quai Jacques Chirac ist 1360 m lang und 61 m breit. Er führt am linken Seineufer von der Place de la Résistance an der Brücke Pont de l’Alma  zunächst in westlicher, dann südwestlicher Richtung bis zur Place des Martyrs Juifs du Vélodrome d’Hiver an der Brücke Pont de Bir-Hakeim. Zwischen diesen Endpunkten zweigen von ihm noch zwei weitere Brücken ab, nämlich die Fußgängerbrücke Passerelle Debilly und die den Eiffelturm mit der Parkanlage Jardins du Trocadéro verbindende Straßenbrücke Pont d’Iéna. Der größte Teil der Straße liegt im 7. Arrondissement; lediglich das westlichste Stück ab der Einmündung der Avenue de Suffren gehört dem 15. Arrondissement an. Der Abschnitt westlich der Passerelle Debilly wurde 2021 nach dem ehemaligen Bürgermeister von Paris und französischen Staatspräsidenten Jacques Chirac (1932–2019) benannt.
Im Osten (stromaufwärts) wird der Straßenzug weitergeführt durch den Quai d’Orsay, im Westen durch den Quai de Grenelle.

## Bauwerke
Neben dem dominierenden Eiffelturm liegen noch eine Reihe weiterer bedeutender Bauwerke am Quai Jacques Chirac und dem  Quai Branly. Insbesondere befindet sich dort seit Anfang des 21. Jahrhunderts das Musée du quai Branly, ein von Staatspräsident Jacques Chirac errichtetes Museum für außereuropäische Kunst.

Dreifaltigkeitskathedrale (Bild: 2022)

Am östlichen Ende des Quai Branly ließ Russland unter dessen Staatspräsident Wladimir Putin von 2013 bis 2016 die monumentale Dreifaltigkeitskathedrale Paris errichten, nachdem der russische Staat während der Amtszeit Nicolas Sarkozys als französischer Präsident das Grundstück von Frankreich gekauft hatte. Zuvor hatte an der Stelle der Wetterdienst Météo-France seinen Sitz gehabt. Das markante Sakralbauwerk mit fünf vergoldeten Zwiebeltürmen und der Komplex von vier Gebäuden, dem es angehört und der auch ein russisch-orthodoxes Kulturzentrum beherbergt, gelten als Zeichen des Machtanspruchs Russlands in Europa sowie insbesondere über die christlich-orthodoxe Religionsminderheit in Frankreich und sind insofern politisch umstritten.
Zwischen der Kathedrale und dem Musée du quai Branly liegt, wie die orthodoxe Kathedrale in unmittelbarer Nähe zum Pont de l’Alma, das 1861 errichtete Palais de l’Alma.

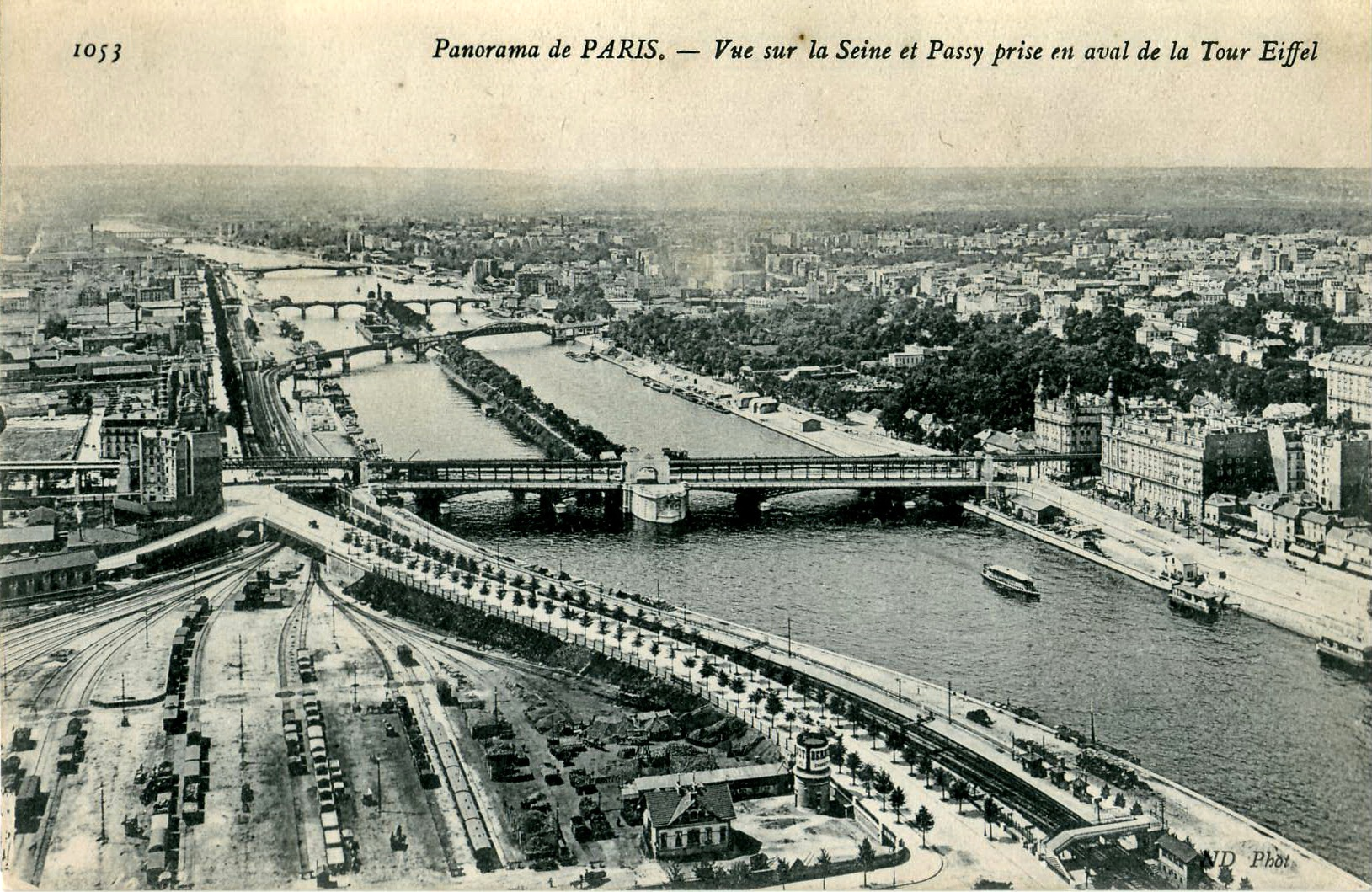
Blick vom Eiffelturm nach Südwesten auf Gleise des Bahnhofs Champ de Mars und Pont de Passy, heute Pont de Bir-Hakeim (Anfang 20. Jh.)

Der heute rein unterirdische Bahnhof Champ de Mars–Tour Eiffel befindet sich unter dem Quai Jacques Chirac zwischen Eiffelturm und Bir-Hakeim-Brücke. Zum Zeitpunkt seiner größten Ausdehnung am Beginn des 20. Jahrhunderts waren die Gleisflächen des Bahnhofs sehr viel umfangreicher, und Gleise unterquerten den Quai Branly etwa in Höhe der heutigen Rue Jean Rey. Diese entstand erst 1937 nach Rückbau des Bahnhofs.
Am westlichen Ende des Quai Jacques Chirac, gegenüber dem Pont de Bir-Hakeim, befindet sich seit 1997 an der Einmündung der Rue de la Fédération in den Quai (seit 1999 Place de Kyoto) das japanische Kulturzentrum Maison de la Culture du Japon à Paris.

## Geschichte und Namensgebung
Der östliche Abschnitt des heutigen Quai Jacques Chirac zwischen Pont de l’Alma und Pont d’Iéna wurde per Dekret vom 11. März 1808 geschaffen, derjenige zwischen der (westlich des Pont d’Iéna gelegenen) Avenue de Suffren und dem Pont de Bir-Hakeim wurde Ende des 19. Jahrhunderts gestaltet, als für die Weltausstellung 1900 der Bahnhof Champ de Mars stark vergrößert wurde.
Per Beschluss vom 30. Januar 1941 war die Straße nach dem Physiker Édouard Branly (1844–1940) benannt, einem der Wegbereiter der Funktechnik. Vor der Benennung nach Branly war die Straße ein Teil des Quai d’Orsay gewesen.
Im April 2021 beschloss die Stadt Paris, den Teil des Quai Branly westlich der Passerelle Debilly in Quai Jacques Chirac umzubenennen. Der Namensgeber Jacques Chirac war von 1977 bis 1995 Bürgermeister von Paris und anschließend bis 2007 französischer Staatspräsident gewesen. Auf ihn geht die Gründung des an der Straße gelegenen Musée du quai Branly zurück. Ebenso war er der erste Präsident Frankreichs, der die Mitverantwortung seines Landes für die Verschleppung der jüdischen Bevölkerung unter der deutschen Besatzung Frankreichs im Zweiten Weltkrieg anerkannt hatte, was im Kontext der Nähe der Straße zur Place des Martyrs Juifs du Vélodrome d’Hiver („Platz der jüdischen Märtyrer des Vélodrome d’Hiver“) von Medien hervorgehoben wurde. Am 29. November 2021 weihte die sozialistische Bürgermeisterin von Paris Anne Hidalgo die Straße unter ihrem neuen Namen Quai Jacques Chirac ein. An der Zeremonie nahmen die Bürgermeister des 7. und des 15. Arrondissements, Rachida Dati und Philippe Goujon, Chiracs Tochter Claude sowie aktuelle und ehemalige Spitzenpolitiker teil, darunter Regierungssprecher Gabriel Attal, Hidalgos Amtsvorgänger Bertrand Delanoë und die früheren Ministerpräsidenten Alain Juppé und Jean-Pierre Raffarin.